# 24 Heures de Daytona 1967
Navigation
Édition précédente Édition suivante
Les 24 Heures de Daytona 1967 (Sixth Annual Daytona Continental 24 Hours), disputées les 4 février 1967 et 5 février 1967 sur le Daytona International Speedway, sont la sixième édition de cette épreuve, la deuxième sur un format de vingt-quatre heures, et la première manche du championnat du monde des voitures de sport 1967. Elle est remportée par la Ferrari 330P4 no 23 de l'écurie Ferrari s.p.a.. La no 24 assure le doublé. La Ferrari 412P no 26 du North American Racing Team assure un triplé à la marque Ferrari.

## Classement de la course
Classement à l'issue de la course (vainqueurs de catégorie en gras), :

### Classés
| 1           | P + 2.0  | 23 | Italie Ferrari s.p.a.                        | Italie Lorenzo Bandini Nouvelle-Zélande Chris Amon                            | Ferrari 330P4                  | 666 |
| 2           | P + 2.0  | 24 | Italie Ferrari s.p.a.                        | Royaume-Uni Mike Parkes Italie Ludovico Scarfiotti                            | Ferrari 330P4                  | 663 |
| 3           | P + 2.0  | 26 | États-Unis North American Racing Team        | Mexique Pedro Rodríguez de la Vega France Jean Guichet                        | Ferrari 412P                   | 637 |
| 4           | P 2.0    | 52 | Allemagne Porsche of Stuttgart               | Allemagne Hans Herrmann Suisse Joseph Siffert                                 | Porsche 910                    | 618 |
| 5           | P 2.0    | 55 | Suisse Squadra Tartaruga Switzerland         | Suisse Dieter Spoerry (pl) Suisse Rico Steinemann                             | Porsche 906LH                  | 608 |
| 6           | S + 2.0  | 11 | Royaume-Uni John Wyer Automotive Engineering | États-Unis Dick Thompson Belgique Jacky Ickx                                  | Ford GT40                      | 601 |
| 7           | P + 2.0  | 1  | États-Unis Shelby American                   | Nouvelle-Zélande Bruce McLaren Belgique Lucien Bianchi                        | Ford Mk.II                     | 593 |
| 8           | S + 2.0  | 20 | États-Unis William Wonder Inc.               | États-Unis William Wonder États-Unis Raymond Caldwell                         | Ford GT40                      | 573 |
| 9           | GT 2.0   | 54 | États-Unis RBM Motors                        | États-Unis Jack Ryan États-Unis Bill Bencker                                  | Porsche 911S                   | 555 |
| 10          | T 2.0    | 61 | États-Unis George Drolsom                    | États-Unis George Drolsom États-Unis Harold Williamson                        | Porsche 911S                   | 542 |
| 11          | T + 2.0  | 72 | États-Unis Ring Free Oil Racing Team         | États-Unis Paul Richards États-Unis Ray Cuomo États-Unis John Norwood         | Ford Mustang                   | 526 |
| 12          | T + 2.0  | 19 | États-Unis Howmet Corp.                      | États-Unis Ray Heppenstall États-Unis Bill Seeley                             | Ford Falcon                    | 518 |
| 13          | GT 2.0   | 73 | États-Unis Peter Marinelli                   | États-Unis John Tremblay États-Unis Larry B. Perkins                          | Volvo P1800                    | 500 |
| 14          | GT + 2.0 | 43 | États-Unis Cannons Auto Service              | États-Unis Dana Kelder États-Unis Ara Dube                                    | Triumph TR4A                   | 499 |
| 15          | T + 2.0  | 21 | États-Unis Brock Yates                       | États-Unis Brock Yates États-Unis Charles Krueger                             | Dodge Dart                     | 498 |
| 16          | T + 2.0  | 66 | États-Unis Tom Yeager                        | États-Unis Tom Yeager États-Unis Walt Hane États-Unis Peter Feistman          | Ford Mustang                   | 498 |
| 17          | GT 2.0   | 86 | États-Unis Kenneth G. Chambliss              | États-Unis Bill Eve États-Unis Ernie Croucher États-Unis Pete Glenn           | MGB                            | 493 |
| 18          | GT + 2.0 | 42 | États-Unis Cannons Auto Service              | États-Unis Steven Sommer États-Unis Guido Levetto                             | Triumph TR4A                   | 491 |
| 19          | T 2.0    | 75 | États-Unis Ike Maxwell                       | États-Unis Ike Maxwell États-Unis William Martin                              | Volvo 122S                     | 485 |
| 20          | T + 2.0  | 71 | États-Unis Ring Free Oil Racing Team         | Royaume-Uni Anita Taylor États-Unis Smokey Drolet États-Unis Janet Guthrie    | Ford Mustang                   | 484 |
| 21          | S + 2.0  | 32 | Royaume-Uni Peter Clarke                     | Royaume-Uni Peter Clarke Royaume-Uni Edward Nelson                            | Ferrari 250LM                  | 484 |
| 22          | T 2.0    | 89 | États-Unis Ross Bremer                       | États-Unis Ross Bremer États-Unis Don Kearney États-Unis Billy Turner         | Ford Cortina Lotus             | 477 |
| Non classé  |          |    |                                              |                                                                               |                                |     |
| 23          | T 2.0    | 77 | États-Unis Precision Auto Inc.               | États-Unis John Bentley États-Unis Brian Beddow                               | Alfa Romeo GTA                 | 465 |
| 24          | P 2.0    | 96 | États-Unis Jim Baker                         | États-Unis Donna Mae Mims États-Unis Suzy Dietrich                            | ASA 411                        | 459 |
| 25          | P 2.0    | 84 | États-Unis Jim Baker                         | États-Unis Dick Ganger États-Unis Al Weaver États-Unis Ken Goodman            | MGB GT                         | 406 |
| 26          | T 2.0    | 74 | États-Unis Arthur Mollin Racing Ent.         | États-Unis Arthur Mollin États-Unis Art Riley                                 | Volvo 122S                     | 400 |
| 27          | T 2.0    | 90 | États-Unis Del Russo Taylor                  | États-Unis Del Russo Taylor États-Unis Bob Pratt États-Unis Charles Lyon      | Alfa Romeo GTA                 | 360 |
| 28          | GT + 2.0 | 46 | États-Unis Richard Robson                    | États-Unis Richard Robson États-Unis Rajah Rodgers États-Unis Bill Buchman    | Jaguar XKE                     | 320 |
| 29          | GT + 2.0 | 48 | États-Unis Atlas Van Lines                   | États-Unis Tim Burr États-Unis Buell Owen États-Unis Clint Cavin              | Triumph TR4                    | 264 |
| Abandon     |          |    |                                              |                                                                               |                                |     |
| 30          | P + 2.0  | 3  | États-Unis Shelby American                   | États-Unis A. J. Foyt États-Unis Dan Gurney                                   | Ford Mk.II                     | 464 |
| 31          | T + 2.0  | 36 | États-Unis Roger Penske                      | États-Unis George Wintersteen États-Unis Joe Welch États-Unis Bob Brown       | Chevrolet Camaro               | 456 |
| 32          | P + 2.0  | 33 | Belgique Ecurie Francorchamps                | Belgique Willy Mairesse Belgique Jean Blaton                                  | Ferrari 412P                   | 401 |
| 33          | GT + 2.0 | 18 | États-Unis Roger West                        | États-Unis Roger West États-Unis Bobby Allison                                | Shelby GT350                   | 343 |
| 34          | P 2.0    | 34 | États-Unis Harrah Modern Classic Motors      | États-Unis Charlie Kolb États-Unis John Fulp                                  | Ferrari Dino 206S              | 341 |
| 35          | P + 2.0  | 28 | États-Unis North American Racing Team        | France Jo Schlesser États-Unis Masten Gregory États-Unis Peter Gregg          | Ferrari 365P2                  | 338 |
| 36          | P + 2.0  | 14 | États-Unis Chaparral Cars Inc.               | États-Unis Bob Johnson États-Unis Bruce Jennings                              | Chaparral 2D                   | 334 |
| 37          | GT + 2.0 | 67 | États-Unis Dos Caballos Racing Inc.          | Modèle:MEX-1934 Fred van Beuren États-Unis Paul Jett États-Unis Don Pike      | Shelby GT350                   | 313 |
| 38          | T + 2.0  | 76 | États-Unis John McComb                       | États-Unis John McComb États-Unis Dave Dooley                                 | Ford Mustang                   | 312 |
| 39          | P + 2.0  | 31 | Royaume-Uni David Piper                      | Royaume-Uni David Piper Royaume-Uni Richard Attwood                           | Ferrari 365P2/3                | 311 |
| 40          | P + 2.0  | 6  | États-Unis Holman & Moody                    | États-Unis Lloyd Ruby Nouvelle-Zélande Denis Hulme                            | Ford Mk.II                     | 299 |
| 41          | P + 2.0  | 5  | États-Unis Holman & Moody                    | États-Unis Mario Andretti États-Unis Richie Ginther                           | Ford Mk.II                     | 298 |
| 42          | P + 2.0  | 2  | États-Unis Shelby American                   | États-Unis Ronnie Bucknum Australie Frank Gardner                             | Ford Mk.II                     | 274 |
| 43          | T + 2.0  | 40 | Canada Craig Fisher                          | Canada Craig Fisher Canada George Eaton                                       | Chevrolet Camaro               | 258 |
| 44          | P + 2.0  | 4  | États-Unis Holman & Moody                    | États-Unis Mark Donohue États-Unis Peter Revson                               | Ford Mk.II                     | 236 |
| 45          | P 2.0    | 51 | Allemagne Porsche of Stuttgart               | Allemagne Gerhard Mitter Autriche Jochen Rindt                                | Porsche 906E                   | 194 |
| 46          | T + 2.0  | 16 | États-Unis Joie Chitwood                     | États-Unis Joie Chitwood junior États-Unis Jack McClure                       | Chevrolet Camaro               | 186 |
| 47          | GT + 2.0 | 45 | États-Unis Joe Hines                         | États-Unis C. C. Canada États-Unis Joe Hines États-Unis T. J. Kelly           | Triumph TR4                    | 186 |
| 48          | P 2.0    | 53 | Allemagne Porsche of Stuttgart               | Allemagne Udo Schütz Allemagne Rolf Stommelen Pays-Bas Gijs van Lennep        | Porsche 906                    | 170 |
| 49          | S 2.0    | 56 | Suisse Charles Vögele                        | Suisse Charles Vögele Suisse Walter Habegger                                  | Porsche 906LH                  | 146 |
| 50          | GT + 2.0 | 29 | Modèle:MEX-1934 Pedro Rodríguez              | Modèle:MEX-1934 Carlos Salas Guterrez Modèle:MEX-1934 Hector Rebaque senior   | Ferrari 275 GTB/C              | 136 |
| 51          | P 2.0    | 47 | États-Unis Fred Opert Racing                 | Royaume-Uni Peter Gethin États-Unis Fred Opert États-Unis Roy Pike            | Chevron B4                     | 106 |
| 52          | S + 2.0  | 9  | Italie Brescia Racing Corse                  | Italie Umberto Maglioli Italie Mario Casoni                                   | Ford GT40                      | 93  |
| 53          | P + 2.0  | 15 | États-Unis Chaparral Cars                    | États-Unis Phil Hill Royaume-Uni Mike Spence                                  | Chaparral 2F                   | 93  |
| 54          | P + 2.0  | 8  | États-Unis Jim White Chevrolet Inc.          | États-Unis Tony Denman États-Unis Bob Brown                                   | Chevrolet Corvette Grand Sport | 72  |
| 55          | T 2.0    | 82 | États-Unis Harry Theodoracopulos             | États-Unis Harry Theodoracopulos États-Unis Sam Posey États-Unis Jim Haynes   | Alfa Romeo GTA                 | 69  |
| 56          | S + 2.0  | 7  | États-Unis Herb Byrne                        | États-Unis Herb Byrne États-Unis Dick Thetford États-Unis Russell Beazell     | Shelby Cobra                   | 56  |
| 57          | GT + 2.0 | 44 | États-Unis Ray Stoutenburg                   | États-Unis Ray Stoutenburg États-Unis James Taylor États-Unis Roger McCluskey | Triumph TR4A                   | 22  |
| 58          | T 2.0    | 87 | États-Unis Chet Freeman                      | États-Unis Chet Freeman États-Unis Al Weaver États-Unis John Marshall         | Ford Cortina Lotus             | 18  |
| 59          | GT 2.0   | 63 | États-Unis Dockery Ford Inc.                 | États-Unis Bob Grossman États-Unis Martin Krinner                             | Shelby GT350                   | 1   |
| Non partant |          |    |                                              |                                                                               |                                |     |
| 60          | T + 2.0  | 22 | États-Unis JoKar Racing Associates           | États-Unis Frank Karmatz États-Unis Raymond Caldwell                          | Plymouth Barracuda             | 1   |
| 61          | S 2.0    | 58 | Royaume-Uni Rod Savyer                       | Royaume-Uni Tony Dean Royaume-Uni Trevor Taylor                               | Porsche 906                    | 2   |
| 62          | T 2.0    | 85 | États-Unis Jim Baker                         | États-Unis Ken Goodman États-Unis Jim Baker                                   | Alfa Romeo GTA                 | 3   |